# St. John, North Dakota
St. John är en ort i Rolette County i delstaten North Dakota, USA.